# Pseudodacryodes
Pseudodacryodes es un género con una sola especie (Pseudodacryodes leonardiana) de plantas de flores perteneciente a la familia Burseraceae. 
- Datos: Q9063792
- Especies: Pseudodacryodes